# Allineuc
Allineuc is een gemeente in het Franse departement Côtes-d'Armor (regio Bretagne) en telt 513 inwoners (2005). De plaats maakt deel uit van het arrondissement Saint-Brieuc.

## Geografie
De oppervlakte van Allineuc bedraagt 23,7 km², de bevolkingsdichtheid is 21,6 inwoners per km².
De onderstaande kaart toont de ligging van Allineuc met de belangrijkste infrastructuur en aangrenzende gemeenten.

## Demografie
Onderstaande figuur toont het verloop van het inwonertal (bron: INSEE-tellingen).

1. ↑  Populations de référence 2022.